# پاول پینیگین
پاول پینیگین (روسی: Павел Павлович Пинигин؛ زادهٔ ۱۲ مارس ۱۹۵۳) کشتی‌گیر اهل شوروی بود.